# Prąd Gwinejski
Prąd Gwinejski – ciepły prąd morski, który płynie z zachodu na wschód wzdłuż wybrzeża Zatoki Gwinejskiej.
Latem stanowi przedłużenie ciepłego Równikowego Prądu Wstecznego. Temperatura wody wynosi w ciągu roku od 23 do 28 °C.